# DB-LK (航空機)
ベリヤエフ DB-LK
- 用途：爆撃機
- 設計者：Viktor Nikolayevich Belyayev
- 製造者：ベリヤエフ
- 初飛行：1940年
- 生産数：1機
- 運用状況：試作のみ

ベリヤエフ DB-LK （Belyayev DB-LK ：Dahl'niy Bombardirovshchik-LK  – 長距離爆撃機–全翼機）は、1939年にソビエト連邦で設計/製造された爆撃機である。

## 開発
ヴィクトル・ニコライヴィッチ・ベリヤエフ（Viktor Nikolayevich Belyayev）はTsAGI、AVIAVnito、アエロフロート航空、OMOS、AGOS、KOSOSとツポレフ設計局といった組織で経験を積んだ。1920年からは全翼機形式を含む数機のグライダーを製作し、1934年には2つの双胴の胴体内に各々10名の乗客を収容できる旅客機を設計した。
ベリヤエフは、DB-LKで非常に長い翼弦を持つ中央翼の両側に短い胴体と5度42分の前進角を持ちテーパーのかかった外翼部を備えた双胴形式の機体であった。外翼は7:1の割合で先端部が折れ曲がっていた。細身の中央ブームについた大型の垂直尾翼と方向舵には、小さな水平尾翼と非常に大きな昇降舵を備えていた。
機体はアルミニウム合金製外皮で覆われた5本桁の主翼に軽合金製応力外皮構造であった。各々の胴体には深いカウリングに覆われたM-88を1基ずつ備え、これで3枚ブレードのVISh-23Dプロペラを駆動した。同様にパイロット/航法士と通信士/銃手は広範囲に窓が設けられた双方の胴体に搭乗した。外翼にはスラット、補助翼、45度のザップフラップ、折れ曲がった翼端部にも小さな補助翼を備えていた。引き込み式の降着装置は、各胴体のエンジン後方に主脚が、尾翼の基部に尾輪があった。
飛行試験を開始する前にテストパイロットの（M.A. Nyukhtikov）は、通常の形式とは異なるDB-LKの操作性を探るために幾度も高速でのタクシングを行い、このうちの1回の試験では脚柱が折りたたまれてしまった。飛行試験は1940年初めに行われて良好な性能を発揮したが、重心点の変化には非常に敏感であった。量産は認可されなかった。

## 要目 (DB-LK)
出典: Gunston, Bill. "Encyclopaedia of Russian Aircraft 1875–1995". London:Osprey. 1995. ISBN 1-85532-405-9
諸元
- 乗員: 4
- 全長: 9.78 m （32 ft 1 in）
- 全高: 3.65 m （11 ft 11¾ in）
- 翼幅: 21.6 m（70 ft 10½ in）
- 翼面積: 56.87 m2 （612 ft2）
- 空虚重量: 6,004 kg （13,236 lb）
- 運用時重量: 10,672 kg （23,528 lb）
- 動力: ツマンスキー M-88 空冷 14気筒星型エンジン、708.41/745.7 kW （950/1,000 hp）   × 2

性能
- 最大速度: 488 km/h  303 mph
- 航続距離: 2,900 km  1,800 miles
- 実用上昇限度: 8,500 m （27,890 ft）
- 上昇率: 6.15 m/s （1,210 ft/min）

武装
- 固定武装: 4 × 7.62mm ShKAS機関銃;各テールコーンに2丁。
2 × 7.62mm ShKAS機関銃; 中央翼前縁に前方固定。